# Линкълн център
Линкълн център (на английски: Lincoln Center for the Performing Arts) e комплекс от 12 сгради на културни учреждения за сценични изкуства, разположени на площ от 6,6 хектара в Манхатън, Ню Йорк, САЩ.
Центърът е създаден със средства на Джон Рокфелер и е наречен на името на 16-ия по ред американския президент, Абрахам Линкълн. Отворен е през 1962 г.
Центърът се състои от следните културни учреждения:
- Сградата на Нюйоркската филхармония (на английски: Avery Fisher Hall/New York Philharmonic Orchestra)
- Сградата на Метрополитън опера (на английски: Metropolitan Opera House)
- Сградата на Нюйоркския балет и класически балетен оркестър (на английски: David H.Koch Theater/New York City Ballet)
- Театър за бродуейски постановки и мюзикъли (на английски: Vivian Beaoumont Theater)
- Драматичен театър (на английски: Mitzi E. Newhouse Theater)
- Театър за експериментални постановки (на английски: Claire Tow Theater)
- Зала на Филмовата асоциация (на английски: Walter Reade Theater)
- Сграда на Висшето хореографско училище (на английски: School of American Ballet)
- Сградата на музикалната консерватория (на английски: Juilliard School)
- Зала за джаз концерти (на английски: Rose Theater)
- Кино зала (на английски: Elinor Bunin Monroe Film Center)
- Сграда на Библиотеката за сценични изкуства (на английски: New York Public Library for the Performing Arts)

„Линкълн център“ е най-големият в Америка лидер за сценични изкуства, представящ музикални, танцови, театрални постановки и шоу програми. Центърът има две основни посоки на своята дейност: културно-развлекателна и образователно-педагогическа. Представя над 5000 програми годишно и е домакин на фестивала за класическа музика Mostly Mozart Festival и на джаз фестивалa Midsummer Night Swing. Наред с това в Линкълн център се раздават наградите Еми.
Аpхитектите, които вземат участие в проектирането на комплекса, са: Макс Абрамович, Пиетро Белучи, Гордън Бъншафт, Уолъс Харисън, Лий Яблин, Филип Джонсън, Ееро Сааринен, Били Цаин, Тод Уилямс, Броди Дейвис и Хъг Харди.